# 庫普里亞諾夫群島
庫普里亞諾夫群島（英語：Kupriyanov Islands），是南極洲的群島，位於南喬治亞島以南對開海岸，處於迪亞斯灣以南，在1819年由法比安·戈特利布·馮·別林斯高晉命名，現時由英國海外領土管轄。